# Mosuny (rejon arbażski)
Mosuny (ros. Мосуны) – wieś (dieriewnia) w Rosji, w obwodzie kirowskim, w rejonie arbażskim. W 2010 liczyła 332 mieszkańców.